# Pallacanestro Olimpia Milano 1964-1965
Questa voce raccoglie le informazioni riguardanti la Pallacanestro Olimpia Milano , sponsorizzata Simmenthal nelle competizioni ufficiali della stagione 1964-1965.

## Verdetti stagionali
- Elette FIP 1964-1965: 1ª classificata su 12 squadre  Campione d'Italia (16º titolo)

## Roster
- Gianfranco Pieri [1]
- Sandro Riminucci
- Paolo Vittori
- Gabriele Vianello
- Massimo Masini
- Giulio Iellini
- Giandomenico Ongaro
- Franco Longhi
- Marco Binda

## Staff Tecnico
- Allenatore:  Cesare Rubini